# SMS Vineta (1897)
El SMS  Vineta fue un crucero protegido (Großer Kreuzer) de la Kaiserliche Marine alemana, perteneciente a la clase Victoria Louise construidos poco antes de la entrada en el siglo XX.

## Construcción
El SMS Vineta fue construido por el astillero imperial Kaiserliche Werft Danzig de Danzig. Fue puesto en grada en 1895, y completado en 1899, con un coste total de 10 714 000 marcos.

## Diseño

### Dimensiones y maquinaria
El SMS Vineta tenía una eslora de 109,8 m a nivel de la línea de flotación y máxima de 110,69 m, con una manga máxima de 17,42 m y un calado máximo de 6,90 m. El  Vineta tenía un desplazamiento estándar de 5660 t y de 6491 t a plena carga. El buque, usaba para desplazarse 3 máquinas de vapor de triple expansión que accionaban tres hélices con una potencia de 10 000 CV, que le proporcionaban una velocidad máxima de 19,5 nudos.
Entre 1905 y  1911, los buques de la clase Victoria Louise fueron modernizados. Se reemplazaron sus calderas, y sus tres chimeneas originales, fueron reducidas a dos.

### Blindaje y armamento
El  SMS Vineta estaba protegido por una placa de blindaje de 101 mm en su cubierta. Su armamento, estaba compuesto por una mezcla de calibres. Su armamento principal, consistía en dos cañones de 204 mm montados en torretas simples, una a proa y otra a popa. Su batería secundaria, estaba formada por ocho cañones de 150 mm montados en casamatas, 4 a lo largo de cada banda, junto a 10 piezas de 88 mm, también en casamatas, dispuestas a lo largo de las bandas. El buque, también estaba armado con tres tubos lanzatorpedos de 450 mm.

## Historial de servicio
El SMS Vineta participa en el contingente naval que bloqueó las costas de Venezuela (1902-1903) bombardeando los fuertes de Puerto Cabello y el Castillo de San Carlos de la Barra. En 1914, junto a sus gemelos de la clase Victoria Louise, comenzó la guerra con la función de buque de defensa costera, hasta que en noviembre de 1916 se le retiró su armamento, asignándosele tareas de barco de tropas. Siguió prestando servicio como buque cuartel hasta el final de la contienda. En 1920 el Vineta fue vendido para desguace.

## Vineta provisional
El Vineta provisional es un famoso sello emitido en 1905, con la imagen del  SMS Vineta.

### Buques de la clase
• SMS Victoria Louise
• SMS Hertha
• SMS Freya
• SMS Hansa

### Listas relacionadas
Buques de la Kaiserliche Marine